# 华苑街道
华苑街道，是中华人民共和国天津市南开区下辖的一个街道办事处，位于南开区西南部。

## 行政区划
华苑街道下辖以下地区：
日华里社区、碧华里社区、天华里社区、安华里社区、居华里社区、莹华里社区、程华里社区、绮华里社区、长华里社区、地华里社区、久华里社区和竹华里社区。